# Моруцци, Джузеппе
Джузеппе Моруцци (30 июля 1910, Кампаньола-Эмилия, Италия — 1986, Пиза, Италия) — итальянский врач-нейрофизиолог.

## Биография
Родился 30 июля 1910 года в Кампаньола-Эмилия. В 1928 году поступил в Пармский университет, который он окончил в 1933 году. Администрация оставила дипломированного специалиста у себя, где он работал вплоть до 1936 года, и затем в 1945 году вернулся обратно и работал вплоть до 1947 года, при этом с 1945 по 1948 год он являлся также профессором. В дальнейшем был занят профессорской деятельностью, ибо он был профессором крупнейших университетов: Болонского (1936-42); Сиенского (1942-43) и Ферранского (1947-48). В 1948 году был избран директором Института физиологии при Пизанском университете, данную должность он занимал до смерти.
Скончался  в 1986 году в Пизе.

## Научные работы
Основные научные работы посвящены физиологии ЦНС.
- Изучал соматологическую организацию мозжечка и описал синдромы при различной локализации повреждений в нём.
- Открыл явление конвергенции разномодальных импульсаций на одиночных нейронах ретикулярной формации ствола мозга.

## Членство в обществах
- Член Американской академии искусств и наук.
- Член Национальной академии Деи Линчеи.
- Член Шведской королевской академи наук.
- Член ряда других академий наук и научных обществ.